# Saint-Vite
Saint-Vite ist eine französische Gemeinde mit 1.187 Einwohnern (Stand: 1. Januar 2022) im Département Lot-et-Garonne in der Region Nouvelle-Aquitaine (vor 2016: Aquitanien). Sie gehört zum Arrondissement Villeneuve-sur-Lot und zum Kanton Le Fumélois. Die Einwohner werden Saint-Vitois genannt.

## Geografie
Die Gemeinde Saint-Vite liegt am Fluss Lot, 24 Kilometer nordöstlich von Villeneuve-sur-Lot. Umgeben wird Saint-Vite von den Nachbargemeinden Condezaygues im Westen und Norden, Monsempron-Libos im Norden, Fumel im Nordosten, Montayral im Osten, Saint-Georges im Süden sowie Trentels im Südwesten.

## Bevölkerungsentwicklung
| Jahr                       | 1962 | 1968 | 1975 | 1982 | 1990 | 1999 | 2006 | 2015 | 2022 |
| -------------------------- | ---- | ---- | ---- | ---- | ---- | ---- | ---- | ---- | ---- |
| Einwohner                  | 802  | 844  | 1358 | 1442 | 1421 | 1231 | 1181 | 1171 | 1187 |
| Quellen: Cassini und INSEE |      |      |      |      |      |      |      |      |      |

## Sehenswürdigkeiten
- Kirche Saint-Antoine
- Schloss Lapoujade aus dem 16. Jahrhundert, seit 2007 Monument historique
- Schloss Les Rochers
- Mühle

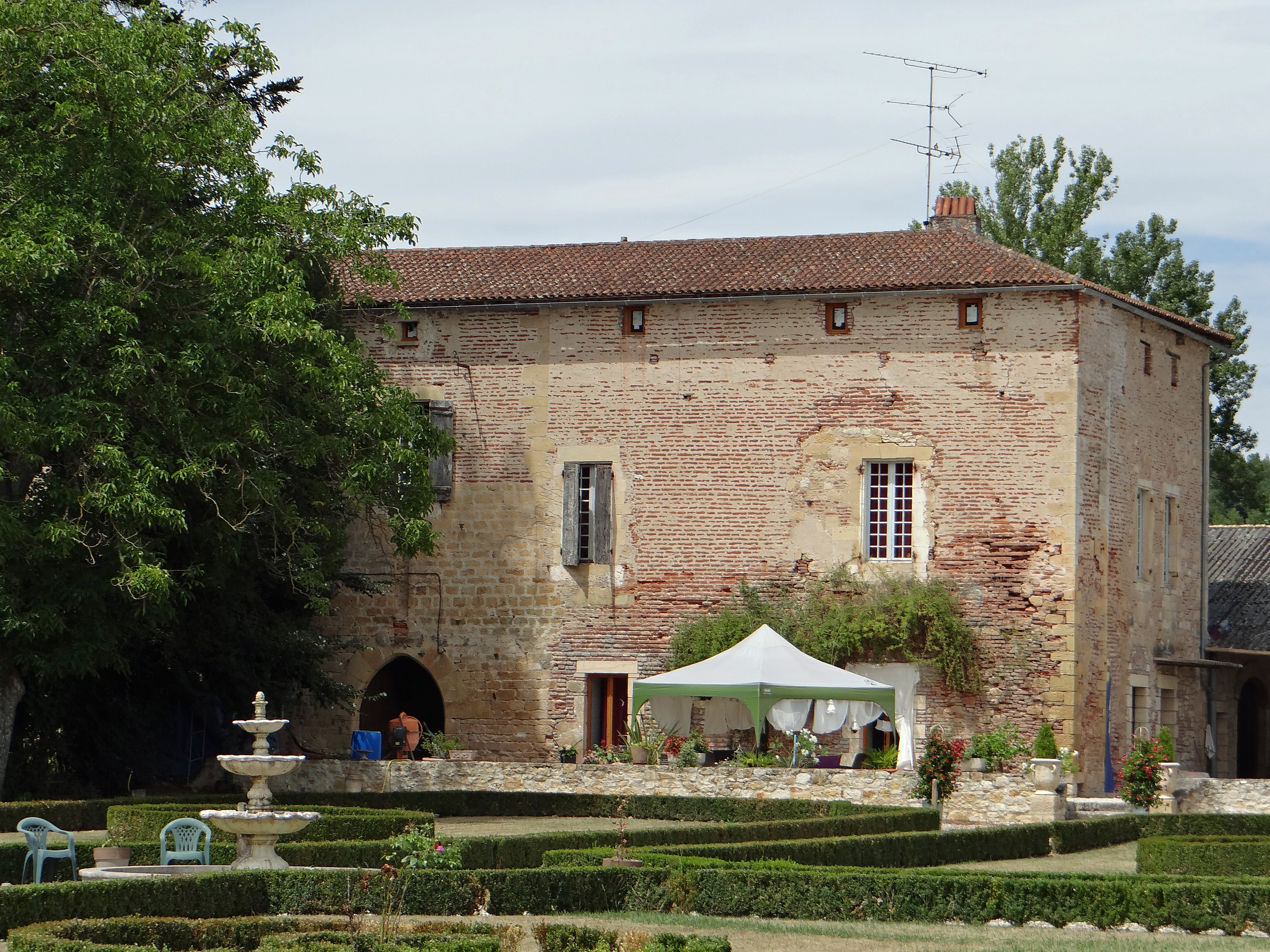
Schloss Lapoujade
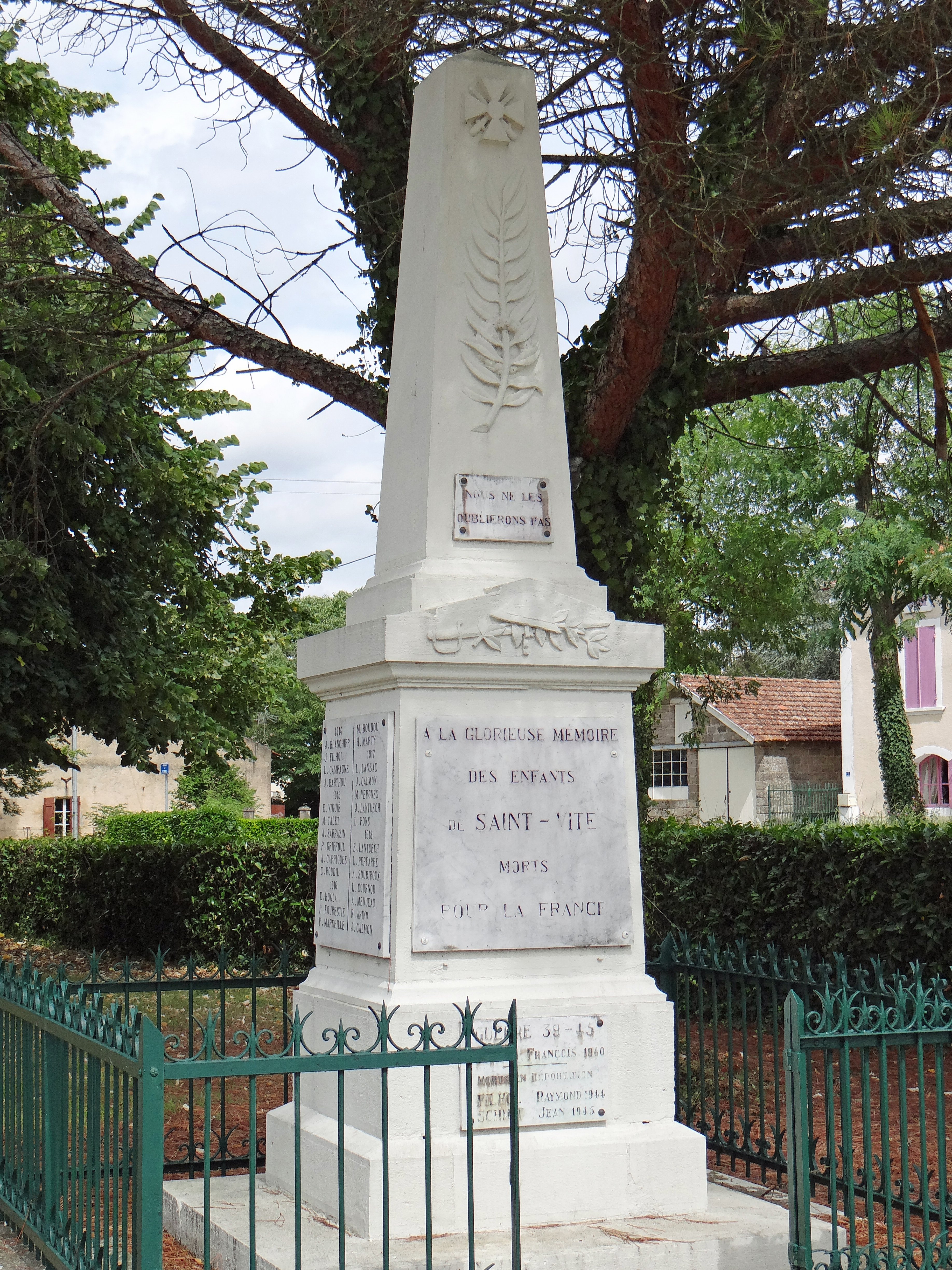
Gefallenendenkmal